# Machacamarca
Machacamarca è un comune (municipio in spagnolo) della Bolivia nella provincia di Pantaléon Dalence (dipartimento di Oruro) con 3.314 abitanti (dato 2010).

## Cantoni
Il comune è suddiviso in 2 cantoni.
- Machacamarca
- Vicente Ascarrunz